# WWE NXT (serie de televisión)
WWE NXT fue un programa de lucha libre profesional creado por la WWE en 2010. NXT sustituyó a ECW On SciFi como programa de los miércoles. En este programa, debutaban los nuevos talentos del territorio de desarrollo de la WWE, la Florida Championship Wrestling (FCW), llamados Rookies (novatos), los cuales eran ayudados por un luchador de la WWE, llamados Pros (profesionales). A partir del 20 de junio de 2012, WWE NXT se convirtió en una marca independiente con su propio Gerente General, donde debutaban nuevos talentos provenientes de la extinta Florida Championship Wrestling (FCW), dejando a la WWE con un nuevo programa semanal de TV llamado NXT Wrestling, sin relación alguna con el anterior.
El viejo formato de NXT se dio a conocer el 30 de marzo de 2010, donde se anunció que cada semana un rookie abandonaría NXT, dependiendo del número de votos obtenidos. También se anunció que el ganador obtendría una oportunidad titular por cualquier campeonato cuando sea, aunque solo Wade Barrett y Kaval pudieron disputar una lucha titular. 

## Anuncio de estreno
En la edición de ECW del 2 de febrero de 2010, Vince McMahon anunció que a esta marca le quedaban 3 semanas de existencia, anunciando después que este show reemplazaría a la ECW. Su estreno fue el 23 de febrero, después de Elimination Chamber. Al parecer, la ECW desapareció por bajas audiencias, y dejó lugar a este show, que da la oportunidad a las superestrellas del territorio de desarrollo (FCW) a poder entrar al plantel de la WWE.

## Temporadas

### Primera temporada
La primera temporada de NXT comenzó a transmitirse el 23 de febrero en SyFy, y terminó de transmitirse el 1 de junio de 2010. La mayoría de los participantes de esta temporada, se reveló una semana antes, durante el último episodio de la ECW. Sin embargo antes del estreno de la temporada, Skip Sheffield fue cambiado de Pro, sustituyendo William Regal a Montel Vontavious Porter. Esta primera edición es recordada por ser el origen de The Nexus.

#### Rondas de eliminación
– Continua en la competencia

     – Ganó inmunidad y no es elegible para eliminar
     – Eliminado de la competencia por quedar en último lugar
     – Eliminado de la competencia por decisión de la WWE
     - Ganador de NXT
| Rookie         | Pro           | 1.ª Ronda (30 de marzo)          | 2.ª Ronda (11 de mayo)                       | 3.ª Ronda (18 de mayo) | 4.ª Ronda (25 de mayo) | 5.ª Ronda (1 de junio) |
| -------------- | ------------- | -------------------------------- | -------------------------------------------- | ---------------------- | ---------------------- | ---------------------- |
| Wade Barrett   | Chris Jericho | 2.º Lugar                        | 1.er Lugar                                   | 1.er Lugar             | 1.er Lugar             | Ganador                |
| David Otunga   | R-Truth       | 5.º Lugar                        | 2.º Lugar                                    | 2.º Lugar              | 2.º Lugar              | 2.º Lugar              |
| Justin Gabriel | Matt Hardy    | 3.er Lugar                       | 3.er Lugar                                   | 4.º Lugar              | 3.er Lugar             | 3.er Lugar             |
| Heath Slater   | Christian     | 4.º Lugar                        | 4.º Lugar                                    | 3.er Lugar             | 4.º Lugar              | elim4 !                |
| Darren Young   | CM Punk       | 8.º Lugar                        | 5.º Lugar                                    | 5.º Lugar              | elim5 !                | elim5 !                |
| Skip Sheffield | William Regal | 6.º Lugar                        | 6.º Lugar                                    | elim6 !                | elim6 !                | elim6 !                |
| Daniel Bryan   | The Miz       | 1.er Lugar                       | Eliminado por la WWE                         | elim8 !                | elim8 !                | elim8 !                |
| Michael Tarver | Carlito       | 7.º Lugar                        | Eliminado por la WWE                         | elim7 !                | elim7 !                | elim7 !                |
| Eliminado      |               | En esta ronda no hubo eliminados | Daniel Bryan, Michael Tarver, Skip Sheffield | Darren Young           | Heath Slater           | Gabriel y Otunga       |

### Segunda temporada
Tras finalizar la primera temporada de NXT, se confirmó la aparición de la segunda temporada. Sin embargo, al contrario que en la primera temporada, se anunció que en ésta podrían votar los fanes por internet y que su voto cuenta como el 50% de la eliminación. El otro 50% restante se reserva para el voto de los Pro. Esta comenzó el 8 de junio y terminó el 31 de agosto. Siendo el ganador Kaval obteniendo un contrato con la WWE.

#### Rondas de eliminación
– Continua en la competencia

     – Ganó inmunidad y no es elegible para eliminar
     – Eliminado de la competencia
     - Ganador de NXT
| Rookie               | Pro                      | 1.ª Ronda (29 de junio) | 2.ª Ronda (27 de julio) | 3.ª Ronda (10 de agosto) | 4.ª Ronda (17 de agosto)    | 5.ª Ronda (31 de agosto)          |
| -------------------- | ------------------------ | ----------------------- | ----------------------- | ------------------------ | --------------------------- | --------------------------------- |
| Kaval                | Layla & Michelle McCool  | 1.er Lugar              | 2.º Lugar               | 1.er Lugar               | 1.er Lugar                  | Ganador                           |
| Michael McGillicutty | Kofi Kingston            | 3.er lugar              | 1.er lugar              | 2.º lugar                | 2.º lugar                   | 2.º Lugar                         |
| Alex Riley           | The Miz                  | 4.º Lugar               | 3.er Lugar              | 5.º Lugar                | 3.er Lugar                  | 3.er Lugar                        |
| Husky Harris         | Cody Rhodes              | 7.º Lugar               | 6.º Lugar               | 4.º Lugar                | 4.º Lugar                   | elim4 !                           |
| Percy Watson         | Montel Vontavious Porter | 2.º lugar               | 4.º lugar               | 3.er lugar               | 5.º Lugar                   | elim5 !                           |
| Lucky Cannon         | Mark Henry               | 5.º Lugar               | 5.º Lugar               | 6.º Lugar                | elim6 !                     | elim6 !                           |
| Eli Cottonwood       | John Morrison            | 6.º Lugar               | 7.º Lugar               | elim7 !                  | elim7 !                     | elim7 !                           |
| Titus O'Neal         | Zack Ryder               | 8.º Lugar               | elim8 !                 | elim8 !                  | elim8 !                     | elim8 !                           |
| Eliminado            |                          | Titus O'Neal            | Eli Cottonwood          | Lucky Cannon             | Percy Watson & Husky Harris | Alex Riley & Michael McGillicutty |

### Tercera temporada
La tercera temporada de NXT se inició el 7 de septiembre de 2010 y tendrá una duración de tres meses. La temporada es exclusiva para Divas y es el segundo concurso producido por la WWE para encontrar una nueva Diva, siendo el primero el WWE Diva Search (2003- 2007). Para lograr la inmunidad, al final de la ronda, se debe tener la mayoría de desafíos ganados.

#### Rondas de eliminación
– Continúa en la competencia

     – Ganó inmunidad y no es elegible para eliminar
     – Eliminada de la competencia
     - Ganadora de NXT
| Rookie    | Pro             | 1.ª Ronda (5 de octubre) | 2.ª Ronda (2 de noviembre) | 3.ª Ronda (16 de noviembre) | 4.ª Ronda (23 de noviembre) | 5.ª Ronda (30 de noviembre) |
| --------- | --------------- | ------------------------ | -------------------------- | --------------------------- | --------------------------- | --------------------------- |
| Kaitlyn   | Vickie Guerrero | Inmune                   | Salvada                    | Salvada                     | Salvada                     | Ganadora                    |
| Naomi     | Kelly Kelly     | Salvada                  | Inmune                     | Salvada                     | Salvada                     | Eliminada                   |
| A.J.      | Primo           | Salvada                  | Salvada                    | Inmune                      | Eliminada                   | elim3 !                     |
| Aksana    | Goldust         | Salvada                  | Salvada                    | Eliminada                   | elim4 !                     | elim4 !                     |
| Maxine    | Alicia Fox      | Salvada                  | Eliminada                  | elim5 !                     | elim5 !                     | elim5 !                     |
| Jamie     | The Bella Twins | Eliminada                | elim6 !                    | elim6 !                     | elim6 !                     | elim6 !                     |
| Eliminada |                 | Jamie                    | Maxine                     | Aksana                      | A.J.                        | Naomi                       |

### Cuarta temporada
La cuarta temporada de NXT se inició el 7 de diciembre de 2010. Los participantes de esta temporadas fueron revelados el 30 de noviembre durante el final de la tercera temporada.
El 4 de enero Dolph Ziggler y Chris Masters intercambiaron de Rookie ya que Ziggler tenía problemas con Jacob Novak. Ese mismo día, se anunció que el ganador de esta temporada de NXT competiría junto a su Pro por el Campeonato en Parejas de la WWE. El 25 de enero, George MurdochBrodus Clay ganó una Fatal 4 Way, eligiendo a Alberto Del Rio como su nuevo Pro reemplazando a Ted DiBiase y a Maryse.

#### Rondas de eliminación
– Continúa en la competencia

     – Ganó inmunidad y no es elegible para eliminar
     – Eliminado de la competencia
     - Ganador de NXT
| Rookie          | Pro                             | 1.ª Ronda (4 de enero) | 2.ª Ronda (18 de enero) | 3.ª Ronda (8 de febrero) | 4.ª Ronda (22 de febrero) | 5.ª Ronda (1 de marzo) |
| --------------- | ------------------------------- | ---------------------- | ----------------------- | ------------------------ | ------------------------- | ---------------------- |
| Johnny Curtis   | R-Truth                         | Inmune                 | Salvado                 | Inmune                   | Salvado                   | Ganador                |
| Brodus Clay     | Ted DiBiase Jr. & Maryse        | Salvado                | Salvado                 | Salvado                  | Inmune                    | Eliminado              |
| Derrick Bateman | Daniel Bryan                    | Salvado                | Inmune                  | Salvado                  | Eliminado                 | elim4 !                |
| Byron Saxton    | Dolph Ziggler & Vickie Guerrero | Salvado                | Salvado                 | Eliminado                | elim3 !                   | elim3 !                |
| Conor O'Brian   | Alberto Del Rio                 | Salvado                | Eliminado               | elim2 !                  | elim2 !                   | elim2 !                |
| Jacob Novak     | Chris Masters                   | Eliminado              | elim1 !                 | elim1 !                  | elim1 !                   | elim1 !                |
| Eliminado       |                                 | Jacob Novak            | Conor O'Brian           | Byron Saxton             | Derrick Bateman           | Brodus Clay            |

### Quinta Temporada (NXT Redemption)
La quinta temporada de NXT se inició el 8 de marzo de 2011. Esta temporada se llamó NXT Redemption porque en esta participaron luchadores de temporadas anteriores dándoles otra oportunidad, además el ganador de esta temporada participaría en la sexta temporada de NXT y podría elegir a su Pro de entre todos los luchadores de la WWE. El 25 de junio Chavo Guerrero pidió su despido, dejando a Darren Young sin pro. El 28 de junio, luego de que Conor O'Brian fuese eliminado, Derrick Bateman fue traído de vuelta, con Daniel Bryan como su Pro. Sin embargo, a comienzos de 2012, el formato del programa se cambió, quitando el sistema de eliminaciones de Rookies y Pros, dejando a Titus O'Neil, Bateman y Young como co-ganadores. A ellos se les unieron luchadores de RAW y Smackdown!, además de algunos luchadores subidos de FCW como Maxine y Percy Watson. A pesar de que el 18 de abril de 2012, O'Neil y Darren Young abandonaron NXT para irse a Smackdown!, dejando únicamente a Bateman, en ningún momento se proclamó un ganador de la temporada. El 13 de junio se emitió el último episodio de NXT Redemption y de WWE NXT.

#### Rondas de eliminación
– Continúa en la competencia

     – Regresó a la competencia
     – Eliminado de la competencia
     - Ganador de NXT
| Rookie          | Pro inicial     | 1.ª Ronda (17 de mayo) | 2.ª Ronda (31 de mayo) | 3.ª Ronda (7 de junio) | 4.ª Ronda (28 de junio) | 5.ª Ronda (18 de abril de 2012) |
| --------------- | --------------- | ---------------------- | ---------------------- | ---------------------- | ----------------------- | ------------------------------- |
| Derrick Bateman | Daniel Bryan    | elim1 !                | elim1 !                | elim1 !                | Regresó                 | No hubo ganador                 |
| Titus O'Neil    | Hornswoggle     | Salvado                | Salvado                | Salvado                | Salvado                 | A Smackdown!                    |
| Darren Young    | Chavo Guerrero  | Salvado                | Salvado                | Salvado                | Salvado                 | A Smackdown!                    |
| Conor O'Brian   | Vladimir Kozlov | Salvado                | Salvado                | Salvado                | Eliminado               | elim1 !                         |
| Lucky Cannon    | Tyson Kidd      | Salvado                | Salvado                | Eliminado              | elim1 !                 | elim1 !                         |
| Byron Saxton    | Yoshi Tatsu     | Salvado                | Eliminado              | elim1 !                | elim1 !                 | elim1 !                         |
| Jacob Novak     | JTG             | Eliminado              | elim1 !                | elim1 !                | elim1 !                 | elim1 !                         |
| Eliminado       |                 | Jacob Novak            | Byron Saxton           | Lucky Cannon           | Conor O'Brian           | Young y O'Neil                  |